# ولادیمیر آندرس
ولادیمیر آندرس (چکی: Vladimír Andrs; ۱۲ مهٔ ۱۹۳۷ – ۱۷ ژوئن ۲۰۱۸) قایقران روئینگ اهل چکسلواکی بود.
وی در مسابقات کشوری و بین‌المللی در مجموع برندهٔ ۱ مدال طلا، ۱ مدال برنز شده‌است.